# Lachnopus robustus
Espèce
Lachnopus robustus est une espèce fossile d'insectes coléoptères de la famille des Curculionidae.

## Classification
L'espèce Lachnopus robustus est décrite par le paléontologue français Nicolas Théobald (1903-1981) en 1935,. L'holotype 8 et 8a (empreinte et contre-empreinte) est un fossile, de l'ère Cénozoïque, et de l'époque Pléistocène (2,588 à 1,806 Ma), de la collection personnelle de Nicolas Théobald et vient des cinérites du lac Chambon dans le département du Puy-de-Dôme.

### Nomen dubium: 2015
En 2015, l'espèce Lachnopus robustus est considérée comme nomen dubium de la sous-famille des  Entiminae par A. A. Legalov,.

## Description

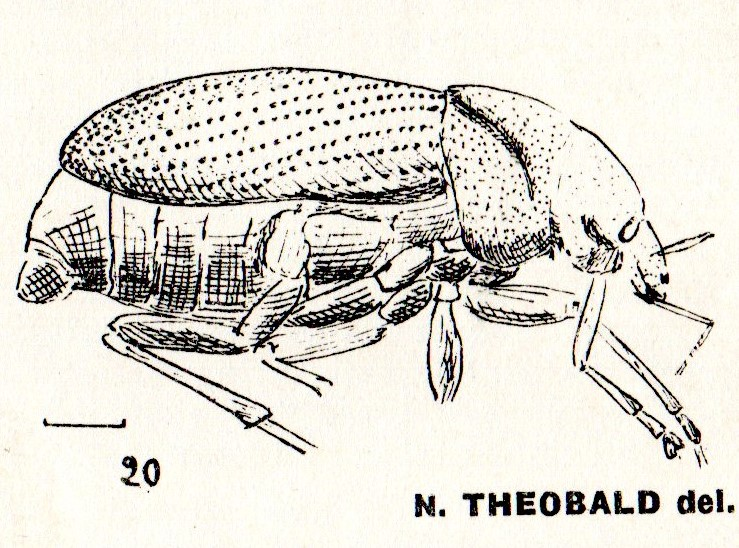
Lachnopus robustus N. Théobald 1935.

### Caractères
La diagnose de Nicolas Théobald en 1935, : 

« Insecte couché sur le côté, assez bien conservé. Couleur brun foncé. Longueur totale : 6 m/m 5.
Tête assez grande, bien séparée du prothorax par une dépression, yeux à facettes latéraux de forme ovale à grand axe vertical. Rostre bien caractérisé, court et épais, portant à son extrémité la bouche et les pièces buccales. Échancrure buccale non divisée en deux. Scrobes dirigés directement vers l'œil. Antennes insérées vers le milieu du rostre ; scape allongé, presque aussi long que le rostre et faisant un coude avec le funicule formé de nombreux articles ; la massue terminale des antennes n'est pas conservée.
Prothorax assez gros, légèrement concave à l'avant, sinueux à l'arrière. Présente une dépression oblique débutant à l'avant sur les côtés du prothorax et se dirigeant à l'arrière vers le milieu du dos du prothorax.
La surface de la tête et du prothorax est couverte de petits tubercules, ce qui lui donne un aspect chagriné.
Abdomen semble légèrement désarticulé, pygidium non recouvert par les élytres.
Élytres striés-ponctués ; interstries légèrement chagrinées.
Pattes fortes, hanches des pattes II et III assez allongées. Cuisses renflées. Tibias cylindriques, renflés à l'extrémité. tarses de 4 articles, le 3e bilobé. ».

### Dimensions
La longueur est de 6,5 mm.

### Affinités
« Appartient très sûrement aux Curculionidae ; par son rostre court et le strobe dirigé directement vers l'œil, est à classer parmi les Otiorhynchinae.

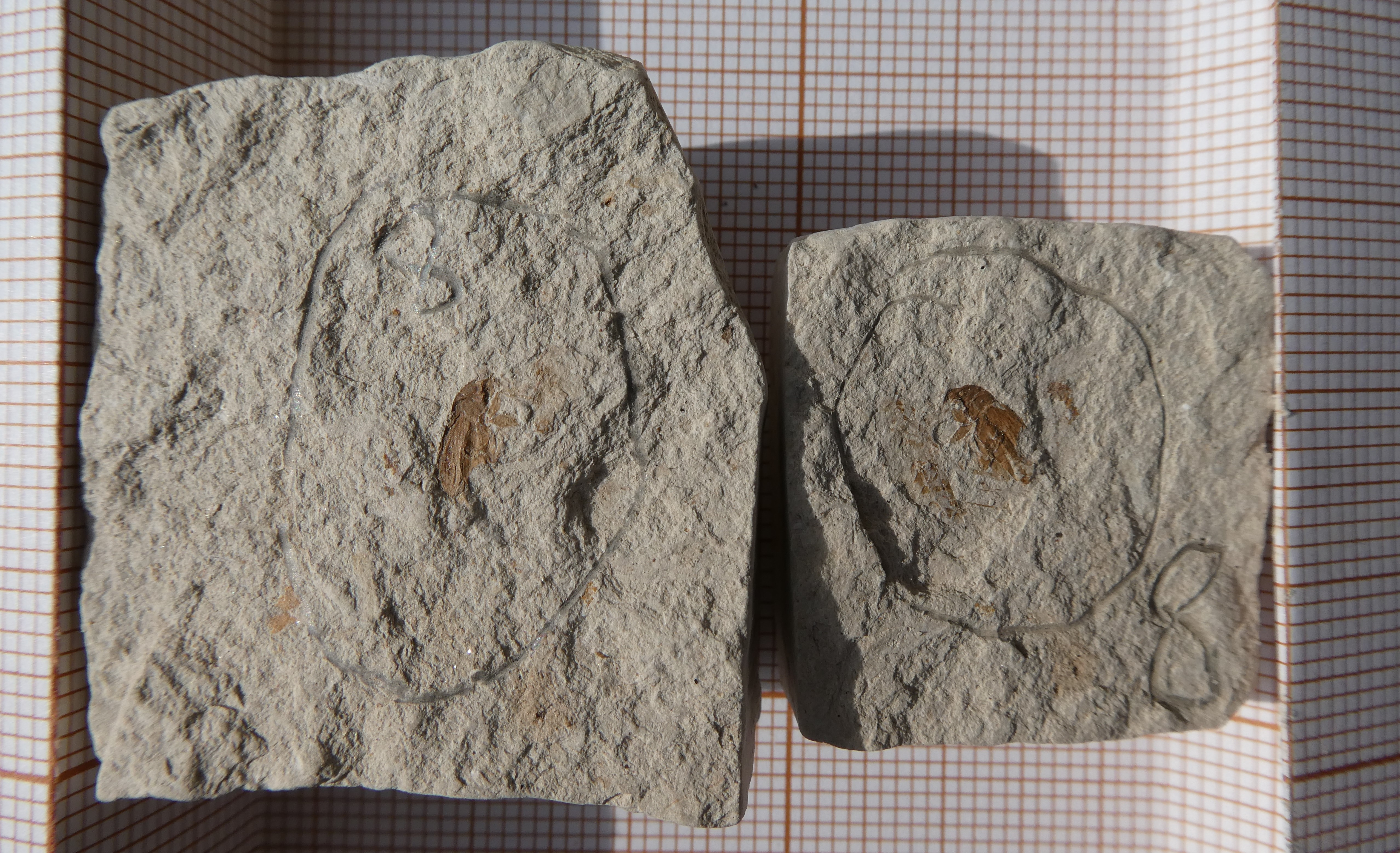
Lachnopus robustus N. Théobald 1935. Empreinte et contre-empreinte.

Diffère des deux espèces de Lachnopus (L. recuperatus, L. humeratus) de Florissant (Colorado). ».

## Biologie
« le g. Lachnopus est très répandu dans les Indes (40 espèces). Une seule espèce existe en Floride. D'après Scudder la présence de ce genre indique un climat assez chaud. ».

## Galerie
- Quelques espèces du genre Lachnopus vivantes
- Lachnopus guerinii.

### Publication originale
- L. Piton et N. Théobald, « La faune entomologique des gisements Mio-Pliocènes du Massif Central. », Revue des Sciences Naturelles d'Auvergne, vol. (N. S.) 1, fascicule 2,‎ 1935, p. 65-104, 5 planches hors-texte (DOI 10.5281/ZENODO.25694).